# جورج ماكي (لاعب كرة قدم)
جورج ماكي (بالإنجليزية: George Mackie)‏ هو مدرب كرة قدم ولاعب كرة قدم بريطاني في مركز الدفاع، ولد في 18 مايو 1954 في إدنبرة في المملكة المتحدة. لعب مع نادي ألبيون روفرز ونادي اربوراث ونادي بارتيك ثيسل ونادي بريتشين سيتي ونادي دندي.